# 11805 Novaković
11805 Novaković eller 1981 EL13 är en asteroid i huvudbältet som upptäcktes den 1 mars 1981 av den amerikanska astronomen Schelte J. Bus vid Siding Spring-observatoriet. Den är uppkallad efter Bojan Novaković.
Den tillhör asteroidgruppen Eos.